# Дінко Златарич
Дінко (Домінко) Златарич (*Dinko Zlatarić, 1558 —†1609) — хорватський поет та перекладач, представник дубровницького петраркізму.

## Життєпис
Походив з роду патриціїв Златаричів. Народився у Дубровнику у 1558 році у родині Жимун (Симона) Златарич та Франи Кладуробович. Здобув домашню освіту, вивчивши італійську мову та латину. Ще у дитинстві виявив хист до поезії. Згодом перебрався до Падуї, де навчався у місцевій гімназії, а потім в університеті цього ж міста. Тут вивчає грецьку мову.
У 1579 році профінансував друк італійських віршів свого друга Чезаре Симонетті. Того ж року Златарича обирають ректором університету. За підтримку миру і порядку в університеті він був винагороджений Венеціанською республікою титулом «Золотий витязь». У 1580 році на університеті встановлено меморіальну дошку на честь Дінко Златарича. Незабаром після цього він повертається до рідного міста, де у 1587 році бере шлюб з представницею впливового роду Гомовичів.
На відміну від інших представників патриціанських родів Златарич не бере участі у політичних справах. Він більше займається літературою та перекладами. Помирає у 1609 році.

## Переклади
Повернувшись на батьківщину, Златарич переклав з оригіналу «Електру» Софокла, «Любов Пірама і Тісби» Овідія, присвятивши цю працю дубровницькій красуні Цвієті (Флорі) Зузорич-Пешоні, на честь якої Торквато Тассо писав сонети і мадригали. Переклади Златарича, включаючи переклад «Амінти» Тассо під назвою «Любомир», зроблений у першому варіанті ще з рукопису знаменитої пасторалі (Падуя, 1580 рік), були видані відомою друкарнею Альдо (Венеція) у 1598 році.
Загалом зробив 26 перекладів відомих грецьких та італійських поетів.

## Поезія
Д.Златарич був послідовником Ф.Петрарки. Писав дубровницькою та італійською мовами. Його вірші переповнені любовною тематикою. Вірші писав під впливом перших дубровницьким петраркістів, італійських послідовників Ф. Петрарки. Писав в стилі дворянського петраркізму.
Його збірка «Pjesni u smrt razlicijeh» складається з 137 ліричних віршів, з яких 107 виключно любовного змісту. Збірку видав після смерті поета його родич М. Златарич. Форма віршів є традиційною, а найбільшої уваги надає віршуванню, з різноманітною кількістю стилістичних особливостей. Багатство його віршів, їхня майстерність і звукова багатоманітність ставлять поета в один ряд з найкращими ліриками дубровницького ренесансу. Вірші восьмискладового і дванадцятискладового типу.
Крім того, Д. Златаричу належить найбільша кількість епітафій. Найекспресивнішим є напис на могилі «Nadgrobje Dinku Ranjini», написав він епітафію також Ц.Зузорич. У 1597 році помирає його сестра, якій він присвячує вірш «U smrt Kate svoje sestre».
Крім епітафій, писав ще й релігійну лірику, прославляючи Бога і вічність життя. Це вірші душевно-релігійного змісту «Duši svojoj» і «Prislavnoj djevici Mariji».